# Гінгем (Вісконсин)
Гінгем (англ. Hingham) — переписна місцевість (CDP) в США, в окрузі Шебойґан штату Вісконсин. Населення — 899 осіб (2020).

## Географія
Гінгем розташований за координатами 43°39′17″ пн. ш. 87°54′37″ зх. д. / 43.65472° пн. ш. 87.91028° зх. д. (43.654820, -87.910312).  За даними Бюро перепису населення США в 2010 році переписна місцевість мала площу 7,22 км², з яких 6,98 км² — суходіл та 0,24 км² — водойми.

## Демографія
Згідно з переписом 2010 року, у переписній місцевості мешкало 886 осіб у 311 домогосподарстві у складі 262 родин. Густота населення становила 123 особи/км².  Було 327 помешкань (45/км²).
Расовий склад населення:
| - 96,4 % — білих - 0,7 % — чорних або афроамериканців - 0,3 % — корінних американців - 0,1 % — азіатів - 1,8 % — осіб інших рас |

До двох чи більше рас належало 0,7 %. Частка іспаномовних становила 2,5 % від усіх жителів.
За віковим діапазоном населення розподілялося таким чином: 28,0 % — особи молодші 18 років, 61,8 % — особи у віці 18—64 років, 10,2 % — особи у віці 65 років та старші. Медіана віку мешканця становила 38,8 року. На 100 осіб жіночої статі у переписній місцевості припадало 102,3 чоловіків;  на 100 жінок у віці від 18 років та старших — 100,0 чоловіків також старших 18 років.
Середній дохід на одне домашнє господарство  становив 90 917 доларів США (медіана — 80 921), а середній дохід на одну сім'ю — 96 620 доларів (медіана — 84 219). За межею бідності перебувало 15,2 % осіб, у тому числі 22,5 % дітей у віці до 18 років та 0,0 % осіб у віці 65 років та старших.
Цивільне працевлаштоване населення становило 586 осіб. Основні галузі зайнятості: виробництво — 28,5 %, освіта, охорона здоров'я та соціальна допомога — 22,9 %, роздрібна торгівля — 14,2 %, будівництво — 10,2 %.